# Ed Upson
Edward James Upson est un footballeur anglais né le 21 novembre 1989 à Bury St Edmunds. Il évolue au poste de milieu de terrain à Bury Town.

## Biographie
Upson réalise sa formation au sein du club d'Ipswich Town. Après avoir signé son premier contrat professionnel à l'âge de dix-sept ans, il est prêté, en 2008, au Stevenage Borough en Conference Premier, puis au Barnet FC, évoluant en Football League Two, en 2010. 
Libéré après la saison 2009-2010, il s'engage avec le club de Yeovil Town où il reste quatre saisons, découvrant la Football League Championship (D2) en 2013-2014. Avec l'équipe de Yeovil, il inscrit notamment un doublé lors d'un match de championnat face à Nottingham le 26 octobre 2013. 
En janvier 2014, il signe avec le Millwall FC, en deuxième division. Le club est relégué en Football League One à l'issue de la saison.
Le 20 juin 2021, il rejoint Newport County.
Le 4 janvier 2022, il rejoint Stevenage.

## Palmarès
- Vainqueur de la FA Youth Cup en 2005 avec Ipswich Town